# 忘れじの言の葉
忘れじの言の葉（わすれじのことのは）は、砂守岳央と松岡美弥子を中心とする音楽ユニットの未来古代楽団が制作した楽曲。歌唱は沖縄県出身の歌手である安次嶺希和子が担当する。本作はスクウェア・エニックスが配信していたスマートフォン向けゲーム「グリムノーツ」のために制作された楽曲で、ゲームのオープニング画面で流れるように実装された。また、グリムノーツの1周年記念プロモーションムービーではフルバージョンが公開された。
本作は未来古代楽団にとって代表曲として扱われており、YouTube、TikTokなどのソーシャル・ネットワーキング・サービスにて楽曲をカバーした動画が投稿され、再生数は累計5,000万再生を超えている。

## 制作背景
砂守がグリムノーツのプロデューサーである石井諒太郎と会った際に、制作した楽曲の収録されたコンパクトディスクを渡した。後日CDを聞いた石井は砂守のコンサートに招待され、楽曲がファンタジーでグリムノーツの世界観と一致していたことから、石井は砂守に楽曲制作を依頼した。砂守は過去に安次嶺とライブで共演経験があり、歌唱力に加えて郷愁と幻想を感じさせる安次嶺の歌に惹かれてオファーを出し、安次嶺がそれを受けて本楽曲が制作された。石井は音楽に関して砂守の裁量に任せていた。
歌唱について、安次嶺は音域が歌いやすいと述べている。元々歌うことを予定していないメロディで制作されたため、安次嶺は息継ぎが難しいと述べている。本作に限らず楽曲は歌っても問題ないように制作されている。これは気に入った楽曲が口ずさめるように、音域を広すぎないように制作されたことによる。また、電子機器やドラムセットを使用した楽曲をゲーム内では使用していない。また松岡は本作に限らず、最低限の音で楽曲を作ることを意識していると述べている。

## バリエーション
2022年8月にはLuciaの歌唱した新曲「エデンの揺り籠」と共に、EPとして配信された。

## カバー
- ダズビー - デジタルカバーアルバム『Remindful. Two』に収録[5]。
- リリヤ・クルトベイ（安齋由香里） - 2024年4月5日にゲーム『ワールドダイスター 夢のステラリウム』に追加収録。